# 司馬季度
司馬季度（4世纪—412年），东晋宗室，武陵威王司马晞之孙，武陵忠敬王司馬遵之子。
义熙四年（408年）正月，司马遵去世，司馬季度袭封武陵王。为晋朝第五世武陵王（治今湖南省常德市），官至散骑侍郎。义熙八年（412年）七月甲午，司马季度去世，谥号定，其子司馬球之嗣位。
| 前任： 司馬遵 | 晋朝武陵王 409年－412年 | 繼任： 司馬球之 |